# 約翰斯頓維爾 (喬治亞州)
約翰斯頓維爾（英語：Johnstonville）是位於美國喬治亞州拉馬爾縣的一個非建制地區。該地的面積和人口皆未知。

## 地理
約翰斯頓維爾的座標為33°05′22″N 84°04′28″W / 33.08944°N 84.07444°W，而該地的平均海拔高度為230米（即755英尺）。